# خوزه لوئیز بوفی
خوزه لوئیز بوفی (انگلیسی: José Luis Boffi; ۹ آوریل ۱۸۹۷ – ۲۳ مارس ۱۹۸۱) بازیکن فوتبال اهل آرژانتین بود.
از باشگاه‌هایی که در آن بازی کرده‌است می‌توان به باشگاه فوتبال ولز سارسفیلد اشاره کرد.
وی همچنین در تیم ملی فوتبال آرژانتین بازی کرده‌است.